# Нікітченко Віталій Федотович
Віта́лій Федо́тович Нікі́тченко (17 березня 1908, Севастополь — 3 вересня 1992, Київ) — діяч радянських органів держбезпеки, генерал-полковник (1967). Депутат Верховної Ради УРСР 3—4-го скликань. Член ЦК КПУ в 1954—1971 р. Депутат Верховної Ради СРСР 5—8-го скликань.

## Професійна і партійна кар'єра
Народився в родині сільського ветеринарного лікаря. Після закінчення семирічки навчався в Мелітопольській професійній школі. У 1925 році вступив до комсомолу.
Трудову діяльність розпочав у 1926 році кочегаром зерносушилки у місті Мелітополі.
У 1928—1931 роках навчався у Харківському інституті інженерів залізничного транспорту (ХІЗТ), здобув спеціальність інженера-механіка.
З червня 1931 року працював інженером в Управлінні Південної залізниці у місті Харкові. У жовтні 1931 — вересні 1933 року навчався в аспірантурі ХІЗТ. У 1933—1934 роках — інженер Харківського паровозоремонтного заводу. У червні
1934 року відновив навчання в аспірантурі Харківського інституту інженерів залізничного транспорту.
У 1938—1944 роках — асистент, викладач, доцент Харківського інституту інженерів залізничного транспорту (Харків, Ташкент). Обирався партійним організатором (парторгом) факультету, секретарем партійної організації інституту.
Член ВКП(б) з 1940 року.
У 1941 році захистив дисертацію на здобуття наукового ступеня кандидата технічних наук (відповідний диплом одержав у 1950 р.). Доцент (1949 р.).
З травня 1944 по листопад 1948 року — заступник секретаря Харківського обласного комітету КП(б)У з транспорту — завідувач транспортного відділу Харківського обласного комітету КП(б)У.
У грудні 1948 — червні 1953 року — завідувач транспортного відділу ЦК КП(б)У. У червні 1953 — квітні 1954 року — завідувач відділу адміністративних і торговельно-фінансових органів ЦК КПУ.

## Служба в КДБ
З 6 квітня 1954 року по 16 липня 1970 року — голова КДБ при Раді Міністрів УРСР. Викликав на розмову Івана Дзюбу. Мав репутацію ліберала і прихильника Петра Шелеста. З липня 1970 по липень 1974 року — начальник Вищої школи КДБ при Раді Міністрів СРСР ім. Ф. Е. Дзержинського. Після чого до 1978 року працював професором в школі КДБ. Після відставки проживав в м. Київ.

## Звання
- генерал-майор (1954)
- генерал-лейтенант (1961)
- генерал-полковник (1967)

## Нагороди
Нагороджений орденом Червоної Зірки (1945), орденом «Знак Пошани» (1948), знаком «Почесний співробітник держбезпеки» (1957), двома орденами Трудового Червоного Прапора (1958, 1968), орденом Леніна (1964), медаллю «За бездоганну службу» 1–3-го ступенів (1958—1959, 1964).